# Kaokoveld
Puščava Kaokoveld je obalna puščava severne Namibije in južne Angole.

## Opis
Puščava Kaokoveld zavzema obalni pas okoli 45.700 kvadratnih kilometrov, od 13° do 21° južno. Omejujejo jo Atlantski ocean na zahodu, namibijski savanski gozdovi na vzhodu in puščava Namib na jugu. Vključuje tudi puščavo Mossamedes južne Angole. Kaokoveld je kruta puščava polzečih sipin in sklanih gora. Večino padavin prejme poleti, kar jo loči od sosednjega Namiba na jugu, ki dobi večino dežja pozimi. Reka Kunene je edini stalni vodotok, veliko je suhih strug (vključno z rekami Hoanib, Hoarusib in Khumib). Reke nosijo vlago skozi puščavo in so dom raznih živali. Puščavski pesek občasno navlažijo obalne megle.

## Rastlinstvo
Kaokoveld je dom velbičevke (Welwitschia mirabilis), starodavne rastline, ki sestavlja samostojno družino. Rastlina ima le dva stalna kožasta lista, ki se z rastjo razprostirata po tleh in se sčasoma strgata na ožje trakove. Neuradni viri pogosto navajajo rastlino kot "živi fosil".

## Živalstvo
V Kaokoveldu živijo številni endemični plazilci, veliki sesalci, kot so puščavski slon (Loxodonta africana), črni nosorog (Diceros bicornis) in žirafe (Giraffa camelopardalis), ki  obiskujejo struge rek. Veliko je ptic, na reki Kunene tudi endemični ščinkavec Estrilda thomensis.

## Zaščita
Narodni park Obala okostij v dolžini 500 km ob obali Namibije je glavno zavarovano območje v regiji skupaj z drugimi manjšimi zaščitenimi območji. Velik del območja je bil prvotno zaščiten kot lovski rezervat 2, ki je v zmanjšani velikosti leta 1967 postal Narodni park Etoša, kar je posledično pomenilo povečanje divjega lova in v zadnjem času nenadzorovane terenske vožnje. Območje peščenih sipin je tudi v narodnem parku Iona v Angoli.